# Malaysias riksvapen
Genom Malaysias riksvapen visar av den genomgående gula färgen att många riken inom förbundsstaten är monarkier. Halvmånen och stjärnan representerar islam. På skölden syns fem malajiska knivar - s.k. krisar - och de olika staternas emblem. Under de två tigrarna som är sköldhållare står valspråket "Enighet är styrka".